# Hellbach (bei Neubukow)
Der Hellbach ist ein Fließgewässer im Landkreis Rostock in Mecklenburg-Vorpommern.
Der Fluss hat seine Quelle westlich des Kernortes Satow und nördlich der Landesstraße L 11. Er fließt durch das Stadtgebiet von Kröpelin, südlich des Kernortes und nimmt von rechts den Sägebach auf. Er unterquert die B 105, fließt durch Neubukow, nimmt den Panzower Bach auf und durchfließt das Landschaftsschutzgebiet Hellbachtal (siehe Liste der Landschaftsschutzgebiete in Mecklenburg-Vorpommern, L 78). Der Hellbach mündet südwestlich von Roggow in das Salzhaff, eine Ausbuchtung der Ostsee.
Im Dezember 2018 geriet der Hellbach in die Schlagzeilen, als die Neubukower Schweinemastanlage illegal große Mengen an Gülle in das Gewässer einleitete. Dadurch kam es im Panzower Bach, im Hellbach und im Salzhaff zu einem großflächigen Fischsterben. Auch sei „ein wesentliches Habitat für Vögel der Europäischen Vogelschutzgebiete in der Wismarbucht ausgelöscht“ worden.

## Einzelnachweis
1. ↑  „Lebensader der Salzhaffregion ist tot“, in: Ostsee-Zeitung vom 25. Dezember 2018.